# Loek Hermans
Pour les articles homonymes, voir Hermans.
Louis Marie Lucien Henri Alphons Hermans dit Loek Hermans, né le 23 avril 1951 à Heerlen (Limbourg), est un homme politique néerlandais membre du Parti populaire pour la liberté et la démocratie (VVD).
Sénateur à la Première Chambre des États généraux jusqu'en 2015, il est notamment commissaire de la Reine en province de Frise et ministre de l'Éducation au cours de la carrière politique.

## Éléments personnels

### Formation et carrière
Il accomplit ses études secondaires à Kerkrade, après quoi il effectue des études supérieures d'administration publique à l'université catholique de Nimègue de 1969 à 1975. À partir de 1972, il occupe un poste de professeur de sciences sociales et d'administration publique à l'école d'administration de la province du Gueldre. Il y renonce en 1977, et préside depuis 2003 l'association royale des petites et moyennes entreprises des Pays-Bas.

### Vie privée
Il est marié, père de quatre enfants (dont la femme politique Sophie Hermans), de confession catholique romaine et vit à Beetsterzwaag.

## Parcours politique

### Conseiller municipal, représentant puis bourgmestre
Après avoir été vice-président de l'Organisation de jeunesse « Liberté et démocratie » (JOVD), mouvement jeune du Parti populaire pour la démocratie et la liberté (VVD), dont il est membre depuis 1969, entre 1973 et 1974, il est élu cette même année au conseil municipal de Nimègue, où il siège quatre ans.
En 1977, il devient représentant à la Seconde Chambre des États Généraux, où il est notamment trésorier du groupe VVD et président de la commission parlementaire de la Santé et de la Culture entre 1982 et 1986. Il est désigné cette même année deuxième vice-président des représentants libéraux, puis premier vice-président deux ans plus tard, en 1988.
Il quitte la Seconde Chambre le 24 septembre 1990, huit jours après avoir été nommé bourgmestre de Zwolle.

### Commissaire de la Reine, puis ministre
Il renonce à ce poste le 25 février 1994, du fait de sa désignation au poste de commissaire de la Reine dans la province de Frise. Le 3 août 1998, Loek Hermans entre au gouvernement comme ministre de l'Éducation, de la Culture et de la Science dans la seconde coalition violette de Wim Kok. Il s'illustre notamment par une loi qui indexe les frais de scolarité sur le coût de la vie, et le renforcement de l'indépendance des services d'inspection de l'Éducation.
Chargé de l'intérim de son département ministériel à compter de la démission du cabinet, le 16 avril 2002, il est réélu député aux élections du 15 mai, mais doit attendre le 22 juillet pour quitter le gouvernement. Il démissionne de la chambre trois jours plus tard, et se place en retrait de la vie politique.

### Sénateur
Il est élu à la Première Chambre des États généraux lors des élections du 29 mai 2007, et prend ses fonctions le 12 juin suivant. Il est porté, sept jours plus tard, à la présidence de la commission sénatoriale de l'Intérieur. Réélu en 2011 et 2015, il est président du groupe du VVD jusqu'au 3 novembre de la même année, démissionnant à la suite d'un scandale de corruption.